# Tides Foundation
Die Tides Foundation ist ein in den USA ansässiger Fonds zur Verwaltung von Spenden. Er wurde 1976 in San Francisco von Drummond Pike gegründet. Der Fonds verfügt über ein Kapital von 1,4 Milliarden USD. Tides verteilt Gelder von anonymen Spendern an Organisationen, die politisch progressiv sind und sich für soziale Gerechtigkeit einsetzen. Der Fonds steht in geschäftlicher Beziehung mit der 1997 gegründeten Tides Advocacy. Ferner gibt es noch das Tides Network, das Tides Center, die Tides Shared Spaces und das Thoreau Center for Sustainability. 2002 wurde die Schwesternorganisation Tides Canada Foundation gegründet.
Die Wikimedia Foundation (WMF) teilte 2016 mit, binnen zehn Jahren einen Fonds in einer Höhe von 100 Millionen USD anzulegen, der von der Tides Foundation verwaltet werden sollte.